# Альтенмаркт (община Гаубич)
Альтенмаркт (нем. Altenmarkt) — населённый пункт в Австрии, в общине Гаубич федеральной земли Нижняя Австрия.
Входит в состав округа Мистельбах. Население 178 чел. Занимает площадь 4,81 км². Официальный код — 31611.